# Moravské zemské muzeum
Moravské zemské muzeum (Português: Museu Moraviano) é um museu em Brno, na República Tcheca. É o segundo maior e o segundo museu mais antigo do país. Suas coleções incluem vários milhões de objetos de muitos campos da ciência e da cultura.

## Localização
A sede do museu está localizada no Palácio de Dietrichstein em Zelný trh, no centro histórico de Brno. Foi construído como residência do Cardeal Franz von Dietrichstein em 1613-1616. Foi reconstruído em estilo barroco tardio na viragem dos séculos XVII e XVIII e tornou-se num dos maiores edifícios barrocos de Brno.

## História
O Museu da Morávia foi fundado em julho de 1817 por decreto do Imperador Francisco II. Figuras científicas como Christian Carl André, o conde Josef Auersperg, o conde Hugo-František Salm-Reifferscheid ou Antonín Bedřich Mitrovský estiveram envolvidos na criação do museu.

## Exposições

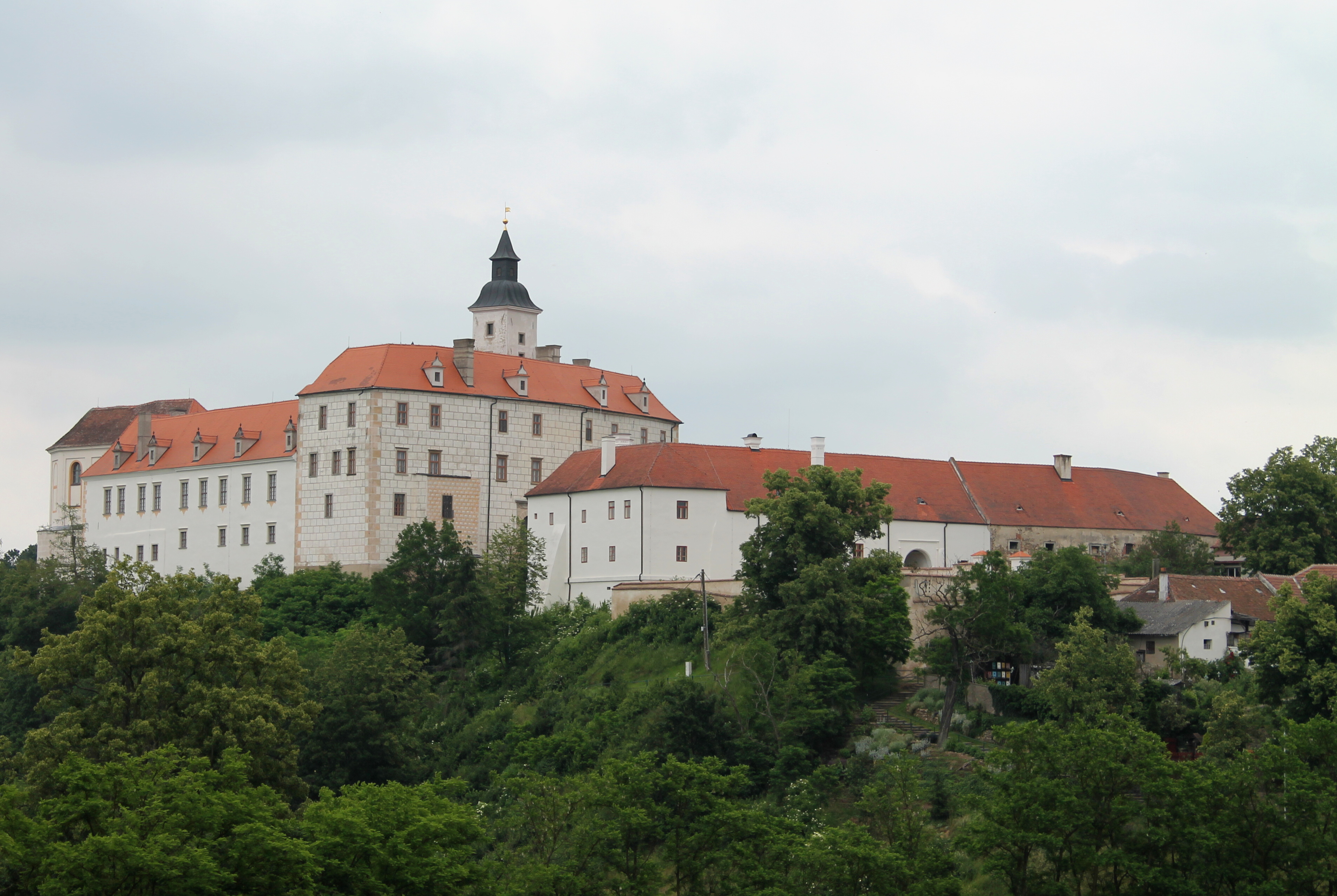
Antigo Castelo Jevišovice

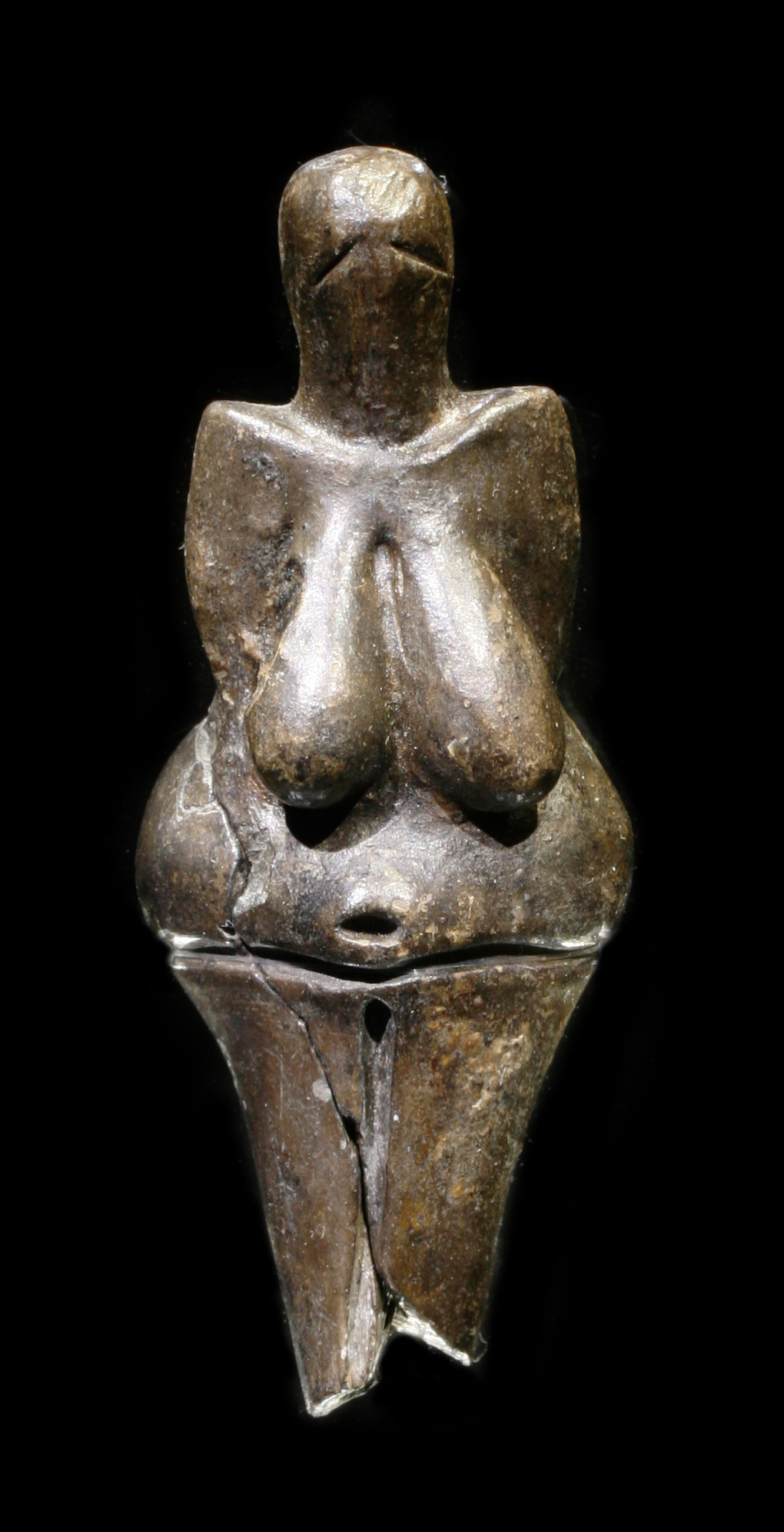
Vênus de Dolní Věstonice, a exposição mais famosa do museu

O museu tem vários espaços de exposição em Brno:
- Palácio Dietrichstein
- Pátio do Bispo
- Mendelianum
- Palácio das Senhoras Nobres
- Pavilhão Anthropos (criado por Karel Absolon )
- Ponto de Consulta dos Coletores de Cogumelos
- Memorial Leoš Janáček
- Casa Jiří Gruša

O museu também possui e administra vários monumentos fora de Brno:
- Antigo castelo de Jevišovice em Jevišovice
- Castelo de Budišov em Budišov
- Castelo Moravec em Moravec
- Memorial da Bíblia Kralice em Kralice nad Oslavou
- Centro de Arqueologia Eslava em Uherské Hradiště